# حزقيال بيريز
حزقيال بيريز (بالإسبانية: Juancho Pérez)‏ (3 يناير 1974 في إسبانيا - ) هو لاعب كرة يد إسباني في مركز محور ‏. شارك في الألعاب الأولمبية الصيفية 2004 والألعاب الأولمبية الصيفية 2000 والألعاب الأولمبية الصيفية 1996. ولعب مع أديمار ليون.

## وصلات خارجية
- خوان بيريز على موقع الاتحاد الأوروبي لكرة اليد (الإنجليزية)
- خوان بيريز على موقع أوليمبيديا (الإنجليزية)